# Statuto di Westminster del 1285
Lo Statuto di Westminster del 1285 (13 Edward I, St. 1; conosciuto anche come Statuto di Westminster II, era uno statuto del inglese emanata da re Edoardo I ed è esso stesso un codice, che contiene la famosa clausola di De donis conditionalibus (ancora in vigore nel Regno Unito), uno degli istituti fondamentali del diritto fondiario medievale d'Inghilterra.
William Stubbs dice di esso:

## Storia
L'intero statuto, tranne i capitoli 1 e 15, è stato abrogato per la Repubblica d'Irlanda per la sezione 1 di, e Parte 2 dell'Allegato alla legge Statute Law Revision Act 1983.
Il Capitolo 1 è stato abrogato per la Repubblica d'Irlanda dalla Sezione 1 del, e Parte 2 dell'allegato 2, della Land and Conveyancing Law Reform Act 2009.

## Capitoli
Lo Statuto di Westminster II è composto da 50 capitoli:
| Capitolo | Titolo breve                                       | Titolo | Note                                      |
| -------- | -------------------------------------------------- | --- | ----------------------------------------- |
| 1        | Estates Tail Act 1285                              | In Gifts in Tail the Donor's Will shall be observed. The Form of a Formedon. Nella lista delle donazioni deve essere osservata la volontà del donatore. La procedura di un Writ di Formedon                                                        | Ancora in vigore in Inghilterra e Galles. |
| 2        | Replevin Act 1285                                  | A Recordare to remove a Plaint. Pledges to prosecute a Suit. Second Deliverance. |                                           |
| 3        |                                                    | A Cui in vita for the Wife. Where a Wife, or he in Reversion, shall be received. |                                           |
| 4        |                                                    | Where the Wife shall be endowable of Lands recovered against her Husband. Where the Heir may avoid a Dower recovered. A remedy for particular Tenants losing by default.                                                                           |                                           |
| 5        | Recovery of Advowsons Act 1285                     | Remedies to redress Usurpations of Advowsons of Churches, &c. |                                           |
| 6        |                                                    | The Penalty if a Tenant impleaded voucheth, and the Vouchee denieth his Warranty. |                                           |
| 7        |                                                    | Admeasurement of Dower for the Guardian and the Heir, and the Process therein. |                                           |
| 8        |                                                    | In what Case a Secunda superoneratione Pasturæ shall be awarded. |                                           |
| 9        |                                                    | In what Case the Writ of Mesne is to be pursued. |                                           |
| 10       | Suits Before Justices in Eyre Act 1285             | At what Time Writs shall be delivered for Suits depending before Justices in Eyre. Any Person may make a general Attorney. |                                           |
| 11       | Accountants Act 1285                               | The Masters Remedy against their Servants, and other Accomptants. |                                           |
| 12       | Appeal of Felony Act 1285                          | The Appellant being acquitted, the Appellor and Abettors shall be punished. There shall be no Essoin for the Appellor. |                                           |
| 13       | Sheriff's Tourn, etc. Act 1285                     | The Order of the Indictments taken in the Sheriffs Turn. |                                           |
| 14       | Actions of Waste Act 1285                          | The Process in an Action of Waste. A Writ to enquire of Waste. |                                           |
| 15       | Suit of Infant by Next Friend Act 1285             | An Enfant eloined may sue by Prochein Amy. Un minore può agire in giudizio per mezzo di tutore. | Ancora in vigore in Irlanda.              |
| 16       | Wardship Act 1285                                  | Priority of Feoffment giveth Title of Wardship. |                                           |
| 17       | Essoin Act 1285                                    | In what Case Essoin De malo lecti doth lie, and where not. |                                           |
| 18       | Damages: Execution Act 1285                        | He that recovereth Debt may sue Execution by Fieri facias o Elegit. |                                           |
| 19       | Intestates' Debts Act 1285                         | The Ordinary chargeable to pay Debts as Executors. |                                           |
| 20       |                                                    | The Tenants Answer in a Writ of Cosinage, Aiel, and Besaiel. |                                           |
| 21       |                                                    | A Cessavit by the chief Lord against his Freehold Tenant. |                                           |
| 22       |                                                    | Waste maintainable by one Tenant in common against another. |                                           |
| 23       | Executors; Writ of Accompt Act 1285                | Executors may have a Writ of Accompt. |                                           |
| 24       |                                                    | A Writ of Nuisance of a House, &c. levied and aliened to another. A Quod permittat and Juris utrum for a Parson of a Church. In like Cases like Writs be grantable.                                                                                |                                           |
| 25       |                                                    | Of what Things an Assise shall lie. Certificate of Assise. Attachment in an Assise. |                                           |
| 26       |                                                    | Who may bring a Writ of Redisseisin, and the Punishment of the Offender therein. |                                           |
| 27       | Essoins Act 1285                                   | Essoin after inquest, but none after Day given Prece partium. |                                           |
| 28       |                                                    | In certain Actions, after Appearance there shall be no Essoin. |                                           |
| 29       | Writs of Trespass, etc. Act 1285                   | To whom only the Writ of Trespass of Oyer and Terminer shall be granted. In what Case the Writ of Odio & Atia is granted. |                                           |
| 30       | Justices of Nisi Prius, etc. Act 1285              | The Authority of Justices of Nisi prius. Adjournment of Suits. Certain Writs that be determinable in their proper Counties. A Jury may give their Verdict at large. None but which were summoned shall be put in Assises or Juries.                |                                           |
| 31       | Bills of Exceptions Act 1285                       | An Exception to a Plea shall be sealed by the Justices. |                                           |
| 32       | Mortmain Act 1285                                  | Mortmain by Recovery of Land by Default. |                                           |
| 33       | Forfeiture of Lands Act 1285                       | Lands where Crosses be set, shall be forfeited as Lands aliened in Mortmain. |                                           |
| 34       | Forfeiture of Dower, etc. Act 1285                 | It is Felony to commit Rape. A married Woman elopeth with Advouterer. The Penalty for carrying a Nun from her House. |                                           |
| 35       | Punishment of him that taketh away a Ward Act 1285 | In what Cases do lie a Writ of Ravishment of Ward, Communi Custodia, Ejectione, &c. |                                           |
| 36       | Procurement of Suits Act 1285                      | A Distress taken upon a Suit commenced by others. |                                           |
| 37       | The Distress Act 1285                              | No Distress shall be taken but by Baliffs known and sworn. |                                           |
| 38       | Juries Act 1285                                    | How many shall be returned in Juries and petit Assises, and what Age they shall be. |                                           |
| 39       | Execution of Process Act 1285                      | The Manner to deliver Writs to the Sheriff to be executed. The Sheriff returneth a Liberty where none is. Returning of Issues. Resistance of Execution of Process.                                                                                 |                                           |
| 40       |                                                    | A Woman's Suit shall not be deferred by the Minority of the Heir. |                                           |
| 41       | Alienation by Religious Houses, etc. Act 1285      | A Conira formam Collationis; and a Cessavit to recover Lands given in Alms. |                                           |
| 42       | Fees of King's Marshall Act 1285                   | The several Fees of Marshals, Chamberlains, Porters of Justices in Eyre, &c. |                                           |
| 43       | Hospitallers and Templars Act 1285                 | Hospitallers and Templars shall draw no Man into Suit, &c. |                                           |
| 44       | Fees of Officers on Circuit Act 1285               | The Fees of Porters bearing Verges before the Justices; and of Cirographers, Clerks, &c. |                                           |
| 45       | Execution Act 1285                                 | The Process of Execution of Things recorded within the Year, or after. |                                           |
| 46       | The Commons Act 1285                               | Lords may approve against their Neighbours. Usurpation of Commons during the Estate of particular Tenants. I Lords possono approvare atti contro i loro vicini. Esproprio delle scorte nelle tenute dei beni di occupanti in conduzione/locazione. | Ancora in vigore in Inghilterra e Galles. |
| 47       | Salmon Preservation Act 1285                       | A Penalty for taking of Salmons at certain Times of the Year. |                                           |
| 48       |                                                    | In what Cases the View of Land is grantable, and what not. |                                           |
| 49       | Maintenance and Champerty Act 1285                 | The Penalty for buying the Title of Land depending in Suit. A Remedy for Suits where the Law faileth. |                                           |
| 50       | Commencement of Statutes Act 1285                  | No Man shall depart from the King's Court without Remedy. |                                           |